# クエスト (ゲーム会社)
株式会社クエスト（英:QUEST corp.）はかつて存在した日本の家庭用ゲームソフト開発会社である。

## 会社概要
代表作は、『伝説のオウガバトル』、『タクティクスオウガ』、『マジカルチェイス』など。
元々はボーステックから分社して設立された会社であったが、1990年にボーステックと合併。
1997年2月にパーソナルコンピュータ部門がボーステックとして再独立し、2002年6月にはゲームソフト開発事業をスクウェア（現在のスクウェア・エニックス）に売却している。
なお、代表取締役であった徳川誠は、任天堂と電通が共同出資で設立したエヌディーキューブ株式会社の代表取締役社長に就任した（その後退任）。

## 開発したゲーム
ファミリーコンピュータ
- 大戦略
- ダンジョンキッド
- 魔天童子
- ムサシの冒険（発売はシグマ商事）

PCエンジン
- マジカルチェイス（発売はパルソフト）

ゲームボーイ
- レジェンド -明日への翼-

スーパーファミコン
- 伝説のオウガバトル
- タクティクスオウガ

NINTENDO 64
- オウガバトル64（発売は任天堂）

ゲームボーイアドバンス
- タクティクスオウガ外伝 The Knight of Lodis（発売は任天堂）

ネオジオポケットカラー
- 伝説のオウガバトル外伝 ゼノビアの皇子（監修として。開発はSNK）